# Choi choi xám

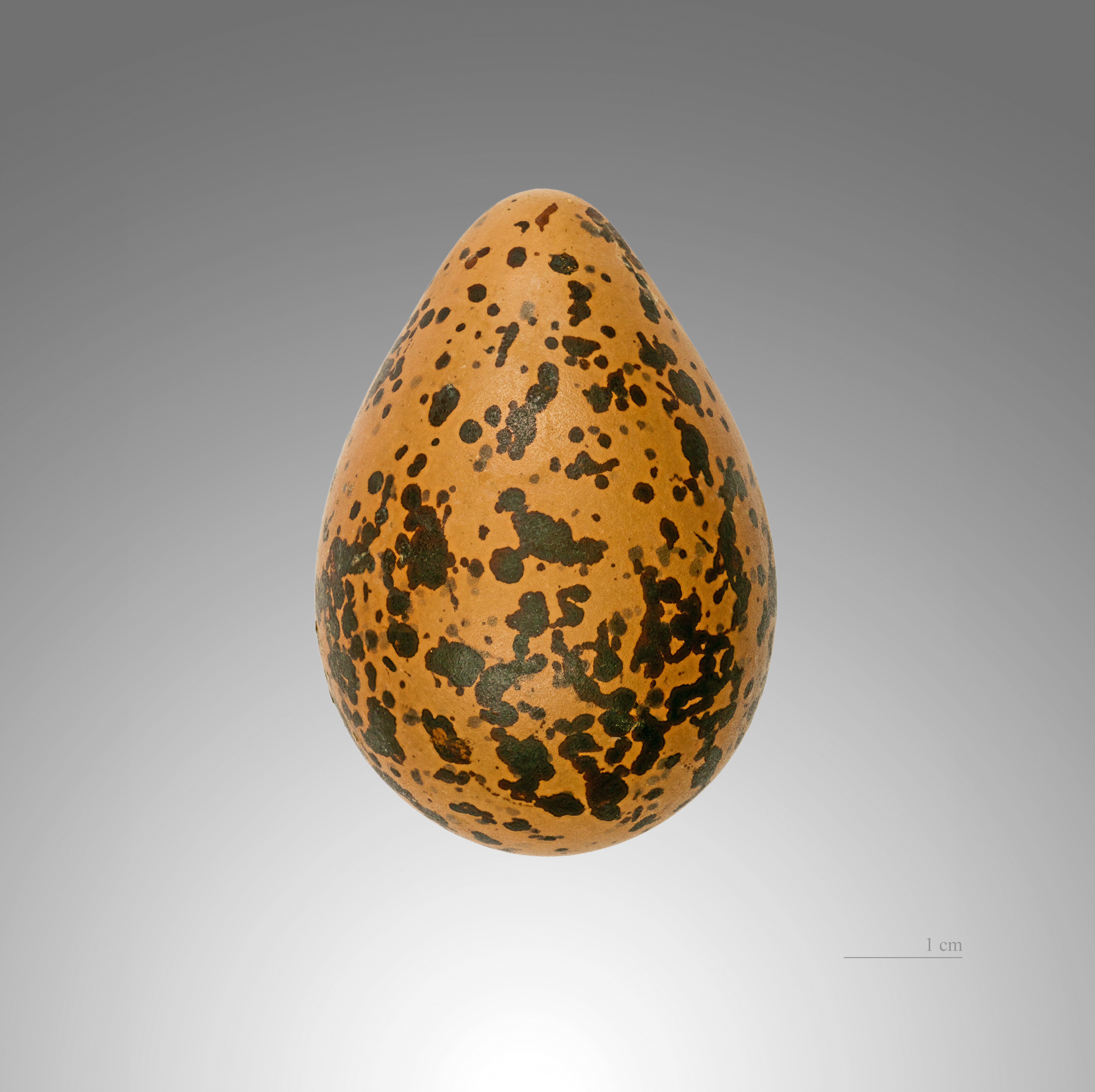
Pluvialis squatarola

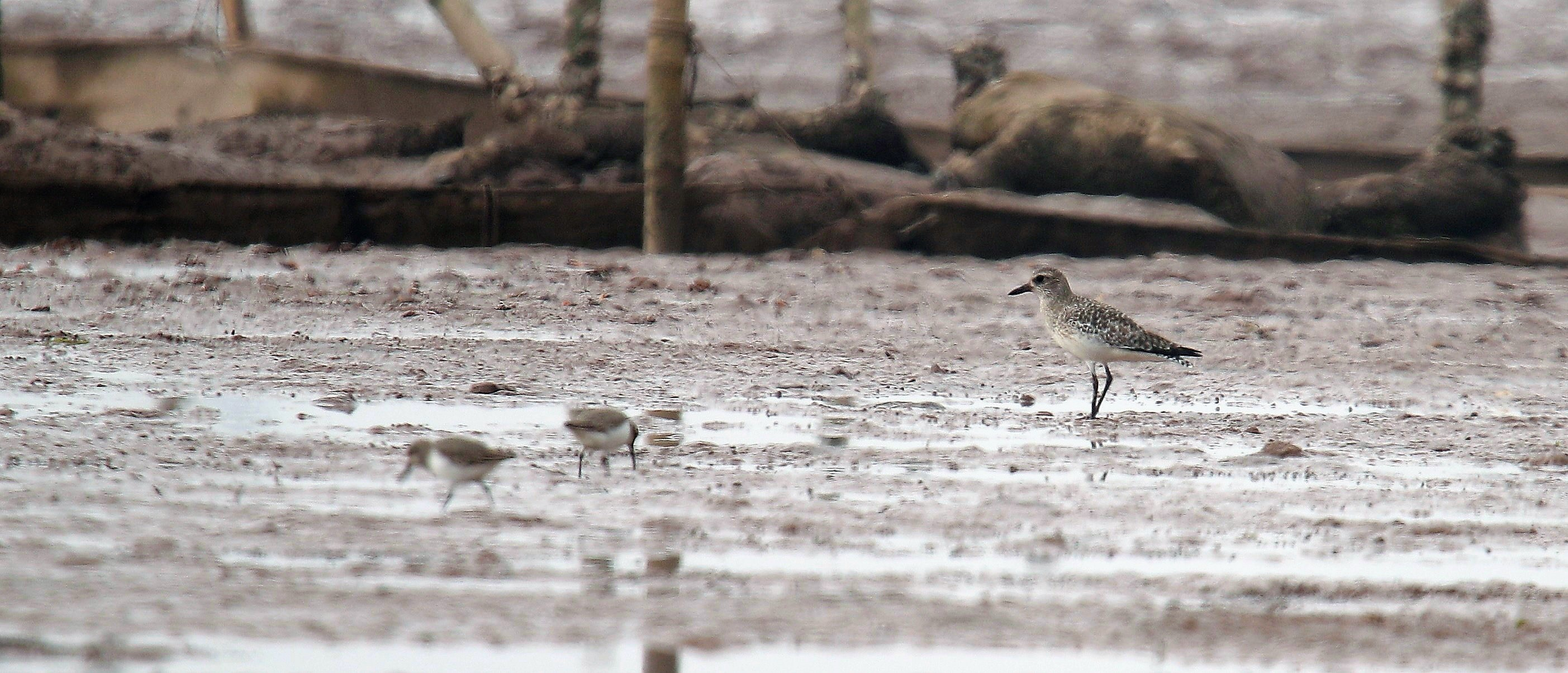
Choi choi xám (mái)

Choi choi xám (Pluvialis squatarola) là một loài chim trong họ Charadriidae.
Loài này sinh sống và sinh sản ở vùng Bắc Cực. Đây là một loài chim di cư đường dài, với phạm vi phân bố ven biển gần như trên toàn thế giới khi ngoài mùa sinh sản.